# Лумпа (присілок)
Лу́мпа (рос. Лумпа) — присілок у складі Ярського району Удмуртії, Росія.

## Населення
Населення — 4 особи (2010, 17 у 2002).
Національний склад станом на 2002 рік:
- росіяни — 88 %